# پسر قد بلند
پسر قد بلند (به انگلیسی: The Tall Guy) فیلمی محصول سال ۱۹۸۹ و به کارگردانی مل اسمیت است. در این فیلم بازیگرانی همچون جف گلدبلوم، اما تامپسون، روآن اتکینسون، جرالدین جیمز، آنا مسی، کیم تامسون، انگس دیتن و جیسون آیزکس ایفای نقش کرده‌اند.